# Teija Nieminen
Teija Nieminen – fińska biathlonistka. W Pucharze Świata zadebiutowała 21 lutego 1985 roku w Egg, gdzie zajęła 12. miejsce w biegu indywidualnym. Tym samym już w swoim debiucie zdobyła pierwsze pucharowe punkty. Nigdy nie stanęła na podium w zawodach indywidualnych. W 1985 roku wystąpiła na mistrzostwach świata w Egg, gdzie zajęła 12. miejsce w biegu indywidualnym i 14. miejsce w sprincie. Osiągnęła tam też największy sukces w karierze, wspólnie z Pirjo Mattilą i Tuiją Vuoksialą zdobyła brązowy medal w sztafecie. Na rozgrywanych rok później mistrzostwach świata w Falun zajęła dziewiąte miejsce w biegu indywidualnym, trzynaste w sprincie i czwarte w sztafecie. Nigdy nie brała udziału w igrzyskach olimpijskich.

## Osiągnięcia

### Mistrzostwa świata
| Rok  | Miejscowość | Konkurencje | Konkurencje | Konkurencje | Konkurencje | Konkurencje | Konkurencje | Konkurencje |
| Rok  | Miejscowość | IN          | SP          | PU          | MS          | RL          | MR          | SR          |
| ---- | ----------- | ----------- | ----------- | ----------- | ----------- | ----------- | ----------- | ----------- |
| 1985 | Egg         | 12.         | 14.         | nd.         | nd.         | 3.          | nd.         | –           |
| 1986 | Falun       | 9.          | 13.         | nd.         | nd.         | 4.          | nd.         | –           |

### Puchar Świata

#### Miejsca w klasyfikacji generalnej
| Sezon     | Miejsce |
| --------- | ------- |
| 1984/1985 | ?       |
| 1985/1986 | ?       |

#### Miejsca na podium chronologicznie
Nieminen nigdy nie stanęła na podium indywidualnych zawodów PŚ.